# Hevel Shalom
Hevel Shalom (hebreo: חבל שלום, lit. región de la paz) es un área del desierto del Negev occidental cerca de la frontera de Israel con la Franja de Gaza y Egipto. Esta zona fue elegida para sustituir a los evacuados de Yamit.

## Asentamientos
La mayoría de los asentamientos en Hevel Shalom son organizados en moshavim, aunque incluyen algunos kibutz, así como asentamiento comunal. Todos los asentamientos son administrados por el Consejo Regional de Eshkol.
- Avshalom
- Dekel
- Holit
- Kerem Shalom
- Peri Gan
- Sde Avraham
- Sufa
- Talmei Yosef
- Yated
- Yevul

Holit, Sufa y Talmei Yosef fueron colonizadas por los evacuados de Yamit.
- Datos: Q2890516